# Patrioten
För andra betydelser, se Patrioten (olika betydelser).
Patrioten (engelska: The Patriot) är en amerikansk krigsfilm från år 2000,  i regi av Roland Emmerich och med Mel Gibson i huvudrollen. Filmen utspelar sig under det amerikanska frihetskriget på 1700-talet.

## Handling
Benjamin Martin (Mel Gibson) var en gång hjälte i kriget mot fransmän och indianer (Sjuårskriget). Efter krigets slut vill han inget annat än uppfostra sina sju barn i fred. När Amerikanska frihetskriget bryter ut 1776 efter USA:s självständighetsförklaring vägrar han delta, hans äldsta son Gabriel (Heath Ledger) tar dock värvning i den nybildade amerikanska armén. En dag när ett slag utspelar sig i närheten av Benjamins hus återvänder Gabriel hem. När britterna under ledning av den hänsynslöse dragonöversten Tavington (Jason Isaacs) anländer till huset grips Gabriel, hans lillebror Thomas försöker rädda honom men blir skjuten av den brittiska officeren framför ögonen på familjen. Benjamin bestämmer sig nu att åter ta till vapen för att hämnas sin son och startar en milis där även Gabriel ingår. Tillsammans utkämpar de ett gerillakrig mot britterna.

## Rollista (i urval)
- Mel Gibson - Benjamin "The Ghost" Martin
- Heath Ledger - Gabriel Edward Martin
- Joely Richardson - Charlotte Selton
- Jason Isaacs - Col. William Tavington
- Chris Cooper - Harry Burwell
- Tchéky Karyo - Jean Villeneuve
- René Auberjonois - Rev. Oliver
- Lisa Brenner - Anne Patricia Howard
- Gregory Smith - Thomas Martin
- Mika Boorem - Margaret Martin
- Skye McCole Bartusiak - Susan Martin
- Trevor Morgan - Nathan Martin
- Tom Wilkinson - Lord Cornwallis, brittisk general
- Adam Baldwin - Kapten Wilkins, amerikansk lojalist
- Logan Lerman - William Martin

## Klassiska filmrepliker
I have long feared that my sins would return to visit me, and the cost is more than I could bear
- Benjamin Martin

## Svensk biografvisning
Patrioten hade svensk premiär 28 juli 2000 på biograferna Astoria, BioPalatset, Royal, Victoria och Filmstaden Sergel i Stockholm.